# Laure Pantalacci
Laure Pantalacci, née  en 1955, est une égyptologue française, directrice de l'IFAO (Institut français d'archéologie orientale) au Caire (Égypte). Elle a succédé à Bernard Mathieu à ce poste le 30 mai 2005 et a été remplacée en mi-2010 par Béatrix Midant-Reynes.
Elle a été présidente de l'Association internationale des égyptologues.
Agrégée de grammaire et professeur en égyptologie, elle exerce à l’université Lyon II.

## Publications
- Avec Claude Traunecker, Le temple d'El-Qal'a, I, Relevé des scènes et des textes, sanctuaire central, sanctuaire Nord, salle des offrandes, n°1-112, IFAO, Le Caire, 1990.

- Prix Saintour 1999 de l'Académie des Inscriptions et Belles-Lettres.
- Avec Claude Traunecker, Le temple d'El-Qal'a, II, Relevés des scènes et textes N° 113-294, IFAO, Le Caire, 1998.
- Avec G. Castel et Nadine Cherpion, Le mastaba de Khentika, Mastaba III, Balat V, FIFAO, IFAO, Le Caire, 2001.
- Avec Georges Soukiassian et M. Wuttmann, Le palais des gouverneurs de l’époque de Pépi II, les sanctuaires du ka et leurs dépendances, Balat VI, FIFAO, Le Caire, 2002.